# 香港工会連合会
香港工会連合会（ほんこんこうかいれんごうかい、繁体字中国語: 香港工會聯合會、英語: Hong Kong Federation of Trade Unions）、略して工連会（こうれんかい、繁体字中国語: 工聯會）は、香港における労働組合連合組織・政治組織。工連会は政治組織として中国中央政府の意見を同調し、現体制の維持を主張する「建制派」（「親北京派」とも）に属し、中華民族主義を主張。民主化デモ隊に暴力行使したことがあると言われている。

## 概要
1948年に労働組合連合組織として設立される。公式サイトの紹介では、190以上の加盟組合と50以上の協賛組合、そして200個以上の貿易組合が連合会に属していたとされる。その組合らが41万人以上の組合員を擁し、現在は香港における最大の労働組織であると言われる。
香港経済民生連盟（経民連）、自由党、新民党など、企業、財界、上流階級、ミドルクラスなどを代弁する親中派政党とは異なり、労働組合連合組織という性質上、労働者寄りの性向を帯びている。
日本に対しては日中戦争で中国に与えたとされる被害に対して謝罪と賠償を要求する活動も行われている。7月7日の盧溝橋事件や9月18日の満洲事変、12月13日の南京大虐殺が当たる日などにはこの団体などによるデモがセントラルの歩道橋の真向かいにある在香港日本国総領事館が入居する交易廣場付近で毎年行われている。
スマートフォン向けアプリがApp StoreやGoogle Play、Huawei AppGalleryにて提供されている。